# 57 Aquilae A
57 Aquilae A è una stella bianco-azzurra nella sequenza principale di magnitudine 5,71 situata nella costellazione dell'Aquila. Dista 335 anni luce dal sistema solare.

## Osservazione
Si tratta di una stella situata nell'emisfero celeste australe, ma molto in prossimità dell'equatore celeste; ciò comporta che possa essere osservata da tutte le regioni abitate della Terra senza alcuna difficoltà e che sia invisibile soltanto molto oltre il circolo polare artico. Nell'emisfero sud invece appare circumpolare solo nelle aree più interne del continente antartico. La sua magnitudine pari a 5,7 la pone al limite della visibilità ad occhio nudo, pertanto per essere osservata senza l'ausilio di strumenti occorre un cielo limpido e possibilmente senza Luna.
Il periodo migliore per la sua osservazione nel cielo serale ricade nei mesi compresi fra fine giugno e novembre; da entrambi gli emisferi il periodo di visibilità rimane indicativamente lo stesso, grazie alla posizione della stella non lontana dall'equatore celeste.

## Caratteristiche fisiche
La stella è una bianco-azzurra nella sequenza principale; possiede una magnitudine assoluta di 0,65 e la sua velocità radiale negativa indica che la stella si sta avvicinando al sistema solare.

## Sistema stellare
57 Aquilae A è un sistema stellare formato da due componenti. La componente principale A è una stella di magnitudine 5,71. La componente B è di magnitudine 6,5, separata da 35,7 secondi d'arco da A e con angolo di posizione di 170 gradi.